# Лавуши Манда (национальный парк)
Национальный парк Лавуши Манда (англ. Lavushi Manda National Park) — национальный парк в провинции Мучинга в Замбии, площадь которого составляет 1500 кв. км. Это 11-й по величине из 20 национальных парков в Замбии. Первоначально объявлен заповедником в 1941 году, а в 1972 году объявлен национальным парком. Расположен в округе с тем же названием (Лавушиманда), с национальным парком Южная Луангва в соседнем округе Мпика[3]. Он примыкает к охотничьей зоне Бангвеулу на северо-западе, охотничья зона Кафинда находится дальше на западе. Вождество Чиундапонде (народ Биса) живёт на северо-западе, на севере находится Лучембе, на северо-западе — Чикванда, на востоке — Мпумба (народ Биса), а на юге — вождество Мучинка. Парк охватывает небольшой хребет гор и холмов и в основном покрыт лесами миомбо, с несколькими реками и ручьями, а также несколькими участками лугов, как на более сухой земле, так и в форме сезонно влажных дамбо. Из-за браконьерства в предыдущем столетии здесь мало крупных млекопитающих, но возможны рыбалка и пешие походы. Некоторые виды антилоп отступают на возвышенности в парк из болот Бангвеулу на северо-западе во время сезона дождей.

## Физическая география

### Геология и гидрология
Лавуши Манда лежит на плато округа Лавушиманда между уступом Мучинга и аллювиальными равнинами поймы Бангвеулу. В пейзаже доминируют горы Лавуши длиной 40–47 км в южной половине парка. Этот хребет достигает высоты до 1811 метров, образуя одну из самых высоких точек в Замбии. Скалы в пересеченном ландшафте в основном состоят из кварцитов, которые представляют собой древние метаморфизованные песчаники.
За пределами этого хребта в парке преобладает волнистая или довольно плоская местность, покрытая обширными участками лесов миомбо, перемежающихся большими сезонно влажными лугами и долинами (дамбо), впадающими в многочисленные сезонные и постоянные ручьи. Вечнозёленые прибрежные леса окаймляют большую часть берегов постоянных ручьев.
Существует множество сезонных и постоянных ручьёв. Постоянные реки, которые заходят в парк, это, с юго-запада на северо-восток, Лулимала, Лукулу, Лумбатва(включая Лубвеши) и Муфубуши. Все эти ручьи образуют часть границ и, за исключением Лукулу, берут начало на границах парка. Все ручьи впадают в озеро Бангвеулу. Капанда Лупили и Мумба Тута — два водопада на Лукулу, где она входит и выходит из парка соответственно; водопады Каньянга также находятся в парке на этой реке. Лукулу обычно небольшая река, но в декабре начинаются сильные дожди, которые окрашивают и повышают уровень воды, а также увеличивают потоки.
По всему парку есть многочисленные каменистые впадины и плоские равнины, которые образуют сезонные озера. Хотя в парке нет по-настоящему постоянных озер, на равнине Чибембе и в озере Миконко сохраняется значительная поверхность стоячей воды даже в сухой сезон.

### Места обитания
Места обитания в парке — горы Лавуши, большие луга дамбо, леса, ручьи и реки.
Лиственный, открытый лес покрывает около 80% парка. Леса миомбо являются основным типом, особенно на холмах, где преобладают деревья из родов Brachystegia, Isoberlinia, Julbernardia и Uapaca.
Прибрежный лес встречается в виде узкой вечнозеленой полосы, следующей за многолетними ручьями или в виде листопадной или полулистопадной полосы, окаймляющей сезонные ручьи.
Луга в парке — это сезонно влажные луга дамбо в верховьях рек. Болотистые луга распространены, вблизи гор, где просачивающаяся вода создает круглогодичные влажные условия.

### Флора
Гибискус меусей растёт на больших высотах прямо в парке. Агариста иволистная встречается на горе Лавуши, а Юстиция ричардсия произрастает на твёрдой латеритовой почве. Типичной особенностью прибрежных лесов в Лавуши Манда является частое присутствие Рафии фариниферы, которая отсутствует в близлежащем национальном парке Касанка.

### Фауна

#### Млекопитающие
Длительное браконьерство привело к серьёзному истощению всех популяций крупных млекопитающих. Последний дикий чёрный носорог в Замбии был замечен в LMNP в конце восьмидесятых. Иногда можно увидеть бородавочника и обыкновенного дукера. Приматы включают верветок и желтых бабуинов, иногда классифицируемых как бабуины Kinda. На лугах водятся полосатый шакал, чёрная антилопа и бушбок. В сезон дождей такие антилопы, как лошадиная, черная и бубал, перемещаются в горную местность из болот Бангвеулу. В парке могут встречаться львы, но их никогда не видели. В ходе обследования с помощью фотоловушек в 2017 году было обнаружено несколько стад соболей, а также несколько кустарниковых свиней, обыкновенных дукеров, редуков, бушбоков, трубкозубов, африканских циветт и сервалов. Один леопард был пойман на камеру в Лавуши Манда в 2017 году.
В 2017 году 150 пуку были перемещены из национального парка Касанка в охотничью зону Бангвеулу африканскими парками, некоторое количество быстро переместилось оттуда на равнину Чимбве и в нижнюю часть долины реки Лукулу в LMNP.
Среди камней встречаются зайцы-клипспрингер, кустарниковые дасси и красные скальные кролики Смита. В реке Лукулу водятся бегемоты.

#### Птицы
В 2011 году фонд Kasanka Trust составил контрольный список потенциальных видов птиц, которые могут обитать в парке. В 1998 году BirdWatch Zambia отправилась на наблюдение за птицами в парк для BirdLife International. В 1998 году было зарегистрировано несколько исключительно птиц миомбо, и список этих птиц был использован BirdLife International для обозначения Лавуши Манда как «важной орнитологической территории» с 2001 года для защиты обычных видов, типичных для обширных регионов миомбо в Южной Африке. Единственной птицей, которая, как считалось, могла встречаться в парке в то время, и которая считалась довольно редкой (в то время), был перелетный дупель, который мог прилетать зимой. Обозначение включало близлежащий лесной заповедник Луитикила и охотничью зону управления Бангвеулу, хотя национальный парк, по-видимому, является единственной местностью, изученной в 1998 году.
В Лавуши Манда обитают виды, связанные со скалами, такие как чёрные орлы, канюки-авгуры, веснушчатый козодой, полосатый конёк, пересмешник и краснокрылый скворец. На лугах Дамбо обитают болотные вдовушки и акации. Зарегистрирована дрофа Стэнли, типичный вид сухих лугов. В 2017 году в парке была сфотографирована францисканская куропатка. В лесах миомбо обитает множество птиц, типичных для этой среды обитания, таких как бледноклювый калао, ракетохвостая сизоворонка, сорокопут Соузы, мухоловка Бёма, щурка Бёма, бородач Анчиеты, пестрый бородач миомбо, белолицый бородач, нектарница Анчиеты, западная нектарница миомбо, тимелия Хартлауба, дрозд Куррихан, кустарниковый дрозд миомбо, каменный дрозд миомбо, пеночка-сорванец Стирлинга, красношапочный кромбек, синица миомбо, рыжебрюхая синица, черношейная эремомела, бурый вьюрок, длиннокоготный летяга Фюллеборна, черноухая цератофага, цистикола Табора, чат Арнота и конёк кустарниковый. Все, кроме последнего, были описаны здесь во время экскурсии BirdWatch Zambia 1998 года. В июле 2018 года в рамках программы eBird в парке также были замечены следующие дополнительные виды: кардинальный дятел, изумрудно-пятнистый лесной голубь, кольчатая горлица, черноспинный шумерихон, белогрудый сорокопут-кукушонок, южная чёрная мухоловка, вилохвостый дронго, красноголовый ткач, черношапочная чагра, рыжевато-бурая приния, золотистогрудая овсянка, зеленошапочная эремомела, бородач-бати, желтобрюхая хилиота и щурка-ласточкин хвост.
Африканский плавник, африканский ширококлюв, турако Росса, турако Шалова, трогон нарина и каштановый зимородок встречаются в парке около рек. Пальмовый гриф является обычным видом в густых лесах речных галерей. Нектарница Nectarinia chalybea pintoi была поймана в парке в 1954 году, когда он ещё был охотничьим заказником, как и Apalis thoracica ssp. whitei. Апалис, мухоловка Бёма, чёрный перепелятник и рыбная сова Пеля также встречаются в прибрежных лесах.
В парке обитает большое количество нескольких палеарктических и африканских мигрантов. Воротниковые мухоловки являются обычными зимующими гостями в миомбо.

#### Рептилии и амфибии
В 2015 году был составлен контрольный список потенциальных видов, которые могут обитать в парке.
В реке Лукулу водятся нильские крокодилы. Песчаная змея, идентифицированная в то время как Psammophis sibilans, была поймана в этом регионе в 1932 году («река Нсанга» к западу от Лавуши), ещё до того, как он стал заповедником, хотя недавние исследования этого вида, скорее всего, классифицируют его как оливковая травяная змея, Ps. mossambicus или недавно описанный Ps. zambiensis. Аналогичным образом, Чёрнополосая пластинчатая ящерица был идентифицирован в «холмах Лавуши» некоторое время до 1934 года, но более поздняя таксономия, возможно, классифицирует эту запись как G. intermedius, хотя это по сути неясно.
В декабре 2015 года во время экскурсии по герпетологии в парке были обнаружены сцинк Восточный изменчивый сцинк (в лагере Фибиши) и Хамелеон с закрытой шеей. В парке попадаются, возможно, уникальные новые формы сцинков Trachylepis varia (на горном хребте) и T. striata. Найденные лягушки — Ptychadena grandisonae и Tomopterna tuberculosa.

#### Рыбы
Биоразнообразие в уловах ниже по течению от водопадов Мумба Тута выше, чем выше по течению, что говорит о том, что эти водопады являются барьером для миграции рыб.

## Управление
До 2011 года ресурсы, доступные для выделения на нужды национального парка Лавуши-Манда, сократились настолько, что не было эффективного управления. Браконьерство в парке было обычным делом, и все крупные популяции млекопитающих были почти полностью истреблены. Фонд Kasanka Trust, которому было поручено управление близлежащим национальным парком Касанка, расширил свою деятельность на Лавуши-Манда с помощью финансирования, предоставленного Всемирным банком для строительства инфраструктуры парка, такой как административные здания, дорожная сеть и базовый центр охраны природы. Назначенным управляющим парка был Фредерик Мбулве, который вышел на пенсию в 2017 году. Браконьерство резко возросло в 2014 году и продолжало оставаться проблемой, как полагают, из-за нового управления охотничьей территорией Бангвеулу организацией African Parks, южноафриканской неправительственной организацией по управлению парками. Они добились больших успехов в борьбе с браконьерством, которое, как считается, вытеснило торговцев мясом диких животных на юг. К 2016 году все нелегальные поселенцы в парке были выселены. Комплексные подсчеты крупных млекопитающих были прекращены в середине 2010-х годов, но к 2017 году было очевидно значительное снижение численности большинства видов антилоп с 2014 года. С другой стороны, данные наблюдений из отчетов патрулей между 2012 и 2016 годами показали небольшое увеличение большинства видов. Чёрная антилопа и бородавочник были выбраны в 2017 году в качестве видов-индикаторов для будущих целевых подсчётов управления в парке, хотя подсчеты не проводились.
Управление пожарами осуществляется в начале сухого сезона путём поджога лесных пожаров, в первую очередь для того, чтобы помешать браконьерам, которые потенциально могут устроить поздние и более разрушительные пожары в сентябре-ноябре. Незапланированные пожары были минимальными в 2010-х годах.
Правоохранительные органы обеспечивают рейнджеры Департамента национальных парков и дикой природы (DNPW) и сотрудники полиции по охране дикой природы. В 2016 году было 24 ареста. В соседних вождествах есть Советы по ресурсам сообщества (CRB), организованные совместно с DNPW. Дополнительные правоохранительные меры финансировались Всемирным земельным фондом, в 2017 году 25 деревенских разведчиков были наняты из CRB Мпумбы для патрулирования зоны около вождества, включая сектор Лувомбва в парке и прилегающие части охотничьего хозяйства Кафинда. Они произвели 34 ареста, и было вынесено 22 обвинительных приговора за браконьерство. В частности, охотились с применением огнестрельного оружия или проволочных ловушек на кустарниковых свиней и обыкновенных дукеров. Охотники Мпумбы добровольно сдали двадцать ружей в 2016 году. CRB Чиундапонде также иногда патрулирует районы, прилегающие к этому вождеству.
В 2016 году в парке было 32 ночевки (не столько же, сколько у посетителей), или уровень заполняемости составил 3%. Экотуристы потратили в том году 330 долларов.
Фонд Kasanka Trust управлял парком для DNPW в соответствии с меморандумом о взаимопонимании в обмен на развитие дорожной сети в парке, одновременно работая с DNPW над борьбой с браконьерством. Некоммерческий фонд получал средства на эксплуатацию Лавуши Манда в основном из внешнего финансирования в виде грантов и пожертвований, а также для получения степени по его туристическим операциям в национальном парке Касанка. Примерно треть его средств пошла в Лавуши Манда. В 2017 году фонд Kasanka Trust передал управление парком обратно DNPW, сославшись на финансовые и управленческие проблемы. Часть дорожной сети в парке была сохранена, другие дороги были заброшены. Границы парка обозначены линиями вырубки, но они не всегда поддерживаются.

## Туризм
Плата за вход в парк составляла около 5 $ США для иностранных посетителей в 2018 году, в то время как плата за кемпинг составляла 15 $ США с человека за ночь. Плата за транспортное средство составляла 1,70 $ США для местных транспортных средств и 15 $ США для транспортных средств с международной лицензией. Плата за парк и кемпинг должна быть оплачена при въезде в парк. Есть три основных кемпинга: Мумба Тута, Капанда Лупилли и Пик. Есть два участка с более постоянными палатками в стиле Меру в Мумба Тута и Линда Кэмп, штаб-квартире.[1] Когда-то на Чибембе был кемпинг, но он больше не обслуживается.
В парке можно ходить пешком без сопровождения. Это два с половиной часа похода до вершины горы Лавуши. Любительская рыбалка в парке возможна только при наличии действующего разрешения DNPW с апреля/мая по декабрь. Ловля рыбы на живца и крючки с зазубринами запрещена, правило — поймать и отпустить. Доступны байдарки. Река сильно заросла растительностью, поэтому ловля рыбы с берега практически невозможна, за исключением нескольких мест. Опасность представляют бегемоты и крокодилы.

## Внешние ссылки
- lavushimanda.com — официальный сайт Лавуши Манда